# Lee Min-hye
Lee Min-hye (Gyeonggi, 11 de outubro de 1985 - 12 de novembro de 2018) foi um ciclista profissional olímpico sul-coreano. Min-hye representou sua nação nos Jogos Olímpicos de Verão de 2008, em Pequim.